# David Jones (cầu thủ bóng đá, sinh năm 1964)
David Jones (sinh ngày 3 tháng 7 năm 1964) là một cầu thủ bóng đá người Anh đã giải nghệ thi đấu ở vị trí tiền đạo. Trong suốt sự nghiệp, ông từng thi đấu cho Chelsea,  Doncaster Rovers và Hull City. Ông cũng có một thời gian ngắn học tại Pinner Sixth Form College Pinner County Grammar School.
Jones ghi một hat-trick trong trận ra mắt cho Doncaster Rovers. Ông giải nghệ vì chấn thương. Ông làm tóm tắt viên ở Radio Sheffield và người quay phim cho Sky TV.